# Emmerwolde
Emmerwolde of Emerwolde, vroeger Hemerderwolde, Hemerwolde, Hemmerwolde of Immerwolde genoemd, is een streekje en een voormalig kerkdorp tussen Ten Boer, Sint-Annen en Lellens in de gemeente Groningen in de Nederlandse provincie Groningen. Het oorspronkelijke dorp is verlaten en wordt daarom gerekend tot de wüstungen. Het bestaat uit een tweetal boerderijen ten oosten van de Boersterweg tussen Ten Boer en Sint-Annen. De noordelijke omgrachte boerderij van Emmerwolde heet Emmerwolder Voorwerk (Boersterweg 26) en zou een uithof zijn geweest van het klooster Klein Aduard in Sint-Annen. Volgens Van der Aa zou hier vroeger veel bos zijn geweest, maar was alles thans (19e eeuw) 'naakt en bloot'.
Bij Emmerwolde liggen ten minste drie laatmiddeleeuwse wierden, die in Archgis worden aangeduid onder de naam 'Nieuw-Hemert'. De naam is waarschijnlijk afgeleid van Hemerwolde, Hemthrawalda (1301) of Heuurtherouualde (1030-50). De naam duidt op een stichting vanuit het wierdedorp Hemert of Hemuurth. Een lijst van kerspelen van omstreeks 1475 vermeldt nog Hemederwalde, waarvan het bisdom echter geen inkomsten meer ontving. Een soortgelijke lijst uit 1501 vermeldt dat Hemderwolde niet meer voorhanden was. Het kerspel is omstreeks deze tijd verenigd met Ten Boer. Binnen het Winsumer- en Schaphalsterzijlvest vormde het Hemmerwolder eed offt Roggen eed (genoemd naar het Roggenvoorwerk) ook daarna een afzonderlijke onderdeel of zijleed.
Emmerwolde mag niet verward worden met Lutjewolde, dat nog omstreeks 1475 Emederwalde werd genoemd. Daarnaast was er sprake van de Eminge eed of Geestelijke Maagdeneed, genoemd naar het uithof van het Olde Convent te Groningen in nabijgelegen kerspel Steerwolde (Thesinge). Hier zou zich ook een kleine watergang met de naam Emmerwoldertocht bevinden. Emmerwolde moet ook niet verward worden met *Hemmerwolde, een buurtschap onder Hemmen, dat vermeld wordt als Heuunoroouualda (1030-50), Heonrawalda of Hevenerwold(e).
Aan westzijde van de Boersterweg staat de boerderij Nieuw-Emmerwolde uit 1876 (Boersterweg 61). Naast deze boerderij staat boerderij Roggenvoorwerk, een voormalig uithof van het Klooster Bloemhof (Boersterweg 65). Roggenvoorwerk wordt in 1301 aangeduid als Rhoggenamunekan, wat volgens De Vries 'rogge (verbouwende) monniken' betekent. De locatie van deze boerderijen strookt overigens niet met het gereconstrueerde bezit van de kloosters van Sint-Annen en Bloemhof op de kloosterkaart van B.W. Siemens. 
Een in de jaren 1990 aangelegde wijk van Ten Boer is naar het streekje vernoemd.
Stad: Groningen

Dorpen: Garmerwolde · Glimmen · Haren · Harkstede (deels) · Lageland · Lellens · Meerstad · Noordlaren · Onnen · Sint-Annen · Ten Boer · Ten Post · Thesinge · Winneweer · Woltersum

Buurtschappen: Achter-Thesinge · Boltklap · Bouwerschap · Bovenrijge · Dilgt · Dorkwerd · Engelbert · Emmerwolde · Essen · Euvelgunne · Felland · Harendermolen · Hemert · Hemmen · Hoogkerk · Leegkerk · Hoornsedijk · Klein Harkstede · Kröddeburen · Lageweg · Lutjewolde · Middelbert · Noorddijk · Noorderhoogebrug · Oosterdijkshorn · Oosterhoogebrug · Oude Roodehaan · Paterswolde (deels) · Ruischerbrug · Roodehaan · Slaperstil · Steerwolde · Vierverlaten · Wittewierum · Zevenhuisjes

Provincie Groningen: Steden en dorpen      Nederland: Provincies · Gemeenten